# Marta Felip
Marta Felip i Torres (Figueras, 25 de noviembre de 1972) es una Secretaria de Administración local española. Estudió en dos de los centros más emblemáticos de la ciudad, el Colegio Sant Pau y el Instituto Ramón Muntaner.
Inició los estudios de Historia en la Universidad de Gerona y, en 1996 se licenció en Ciencias Políticas y de la Administración por la Universidad Autónoma de Barcelona. En este mismo centro universitario, cursó varios posgrados de Derecho Laboral, Urbanístico y Urbanismo. Desarrolló el cargo de secretaria general en los ayuntamientos de La Bajol, Portbou, Olot, Vich y Castellón de Ampurias-Ampuriabrava entre 2001 y 2011. También del 2007 hasta el 2011 y retoma su profesión en 2021 hasta la actualidad. ejerció de presidenta de la Junta del Colegio de Secretarios, Interventores y Tesoreros de la Administración local de la provincia de Gerona.

El 4 de enero de 2013 sustituyó a Santi Vila en el cargo de alcaldesa de Figueras, siendo la primera mujer de la historia de la villa en ocupar este cargo. Paralelamente a la tarea política, ha sido también profesora asociada del Departamento de Derecho público de la Universidad de Gerona, dentro del Grado de Ciencias Políticas.

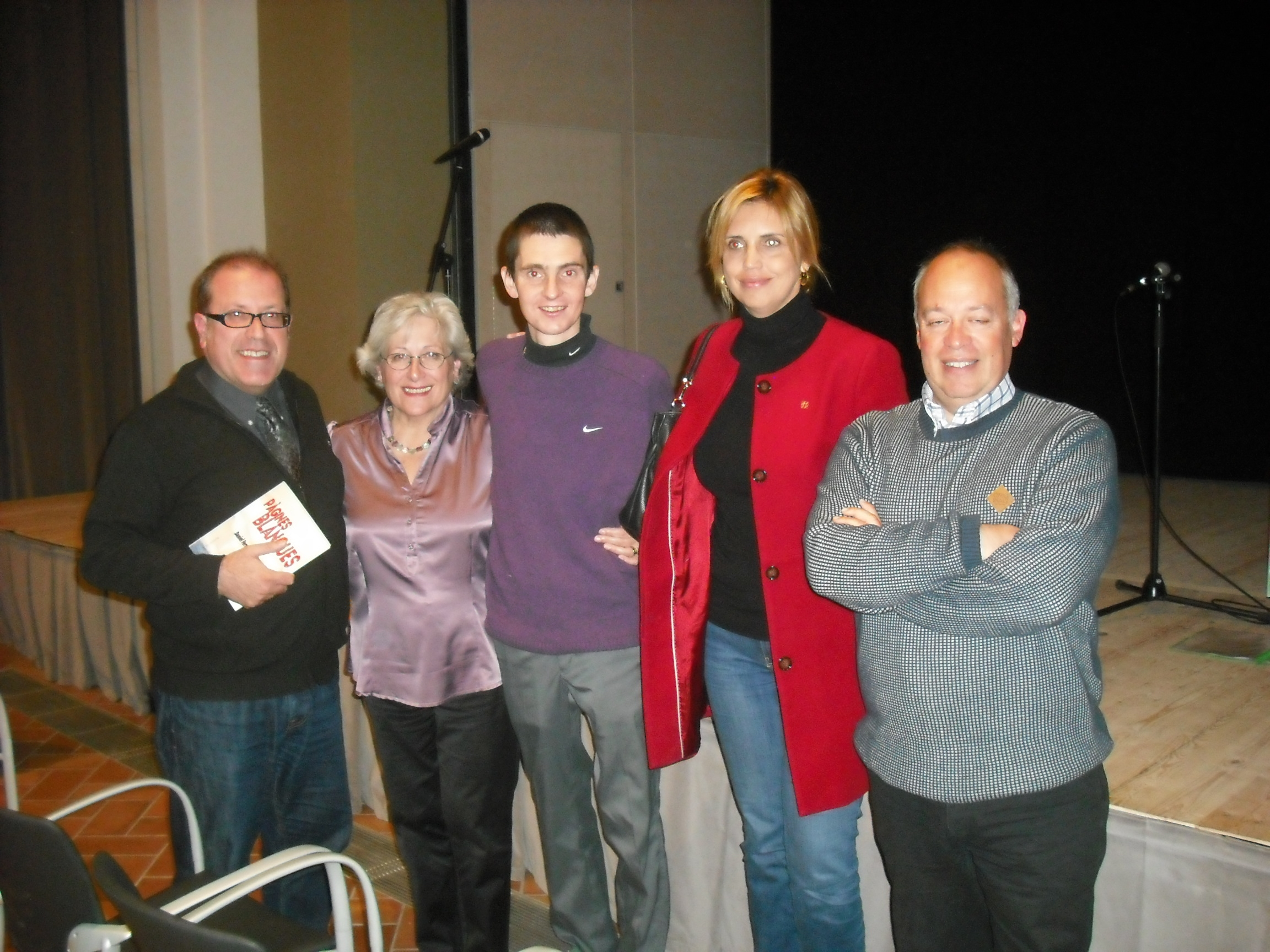
Presentación del libro Páginas blancas, de Daniel Ferrer e Isern. De izquierda a derecha, el periodista Santi Coll i Gosa, la poetisa Carme Pagès, el escritor Daniel Ferrer e Isern, Marta Felip (alcaldesa de Figueres) y el helenista Eusebi Ayensa.

## Obras
- Marta Felip: Discurs d'investidura. Figueres: Ajuntament de Figueres, 2013 (en catalán)
- Marta Felip: 100 dies de govern. Figueres: Ajuntament de Figueres, 2013 (en catalán)
- Ciudadana de Figueres. 2014[5]